# Пестерев, Алексей Иванович
Алексей Иванович Пестерев (1910, с. Мурочи, Забайкальская область — 1991, Киев) — советский военный. В годы Великой Отечественной войны командир батальона 932-го стрелкового полка 252-й стрелковой дивизии, старший лейтенант. Герой Советского Союза.

## Биография
Родился в 1910 году в  станице Мурочинской,Троицкосавского уезда Забайкальской области (ныне несуществующее с 2010 года село в Кяхтинском районе Бурятии)в семье потомственного казака Пестерева Ивана.
Окончил начальную школу. Работал в колхозе.
В 1933 году переехал в село (сейчас — город) Усть-Кут Иркутской области. Работал чернорабочим на строительстве. С 1939 года — инструктор отдела кадров Усть-Кутского райкома партии.  Член ВКП(б)/КПСС с 1939 года.
Призван в армию в июне 1941 года. Служил в должности политрука роты в 770-м стрелковом полку 209-й стрелковой дивизии в Забайкальском военном округе.
С января 1944 года воевал на фронтах Великой Отечественной войны в должности командира роты 932-го стрелкового полка 252-й стрелковой дивизии, затем заместителем командира и исполняющим должность командира батальона того же полка.
В марте 1945 года получив разрешение первым форсировать Дунай, лейтенант Пестерев под сильным огнём противника переправил батальон через реку, захватил плацдарм и стал его расширять. Бойцы даже при отсутствии противотанковых средств не только отбили все атаки, но, прорвав оборону, вошли в чехословацкий город Комарно. За мужество, проявленное в боях у Дуная, 15 мая 1946 года Алексею Пестереву было присвоено звание Героя Советского Союза.
После войны работал на заводе в городе Свирске Иркутской области. В 1955 году переехал в Кировоград (УССР). С конца 1980-х годов жил в Киеве.
Умер 9 сентября 1991 года. Похоронен в Киеве на Берковецком кладбище.

## Награды
СССР
- Звезда Героя Советского Союза,
- орден Ленина,
- орден Отечественной войны I степени
- орден Отечественной войны II степени
- орден Красной Звезды,
- медали.

Других государств
- «Легион Почёта» США (1945)